# Pot Odds
Die Pot Odds sind von Pokerspielern verwendete Berechnungen, die angeben, ob das Zahlen von Einsätzen statistisch rentabel ist. Sie werden zumeist in Prozent oder Verhältnissen angegeben und sind Bestandteil einer Pokerstrategie. Während die Pot Odds lediglich ein Verhältnis zwischen Einsatz und möglichem Gewinn beschreiben, bezeichnet der im Zusammenhang verwendete Begriff Odds einen wirklichen Wahrscheinlichkeitswert. Die Odds bezeichnen die Wahrscheinlichkeit, seine bisherige Hand zu verbessern, welche mit den Outs abgeschätzt werden kann. Die Outs bezeichnen dabei die Anzahl der Karten, die die eigene Hand verbessern. Durch den Vergleich der Odds mit den Pot Odds kann man bestimmen, inwieweit das Bezahlen des Einsatzes gewinnbringend ist.
Dabei ist zu beachten, dass die Abschätzungen dieses Artikels aufgrund des empirischen Gesetz der großen Zahlen nur im Mittel für eine ausreichend hohe Anzahl an Spielen gültig sind. Betrachtet man nur ein einziges Spiel, so kann man aufgrund des zufälligen Faktors keine Aussagen machen.

## Pot Odds der Pokervariante Texas Hold’em

### Berechnung von Outs, Gewinnwahrscheinlichkeiten und Odds
Als Outs bezeichnet man die Anzahl der zur Verbesserung der aktuellen Hand fähigen Karten, um eine gewinnfähige Hand zu bekommen.
Hat man zum Beispiel auf der Hand A♥ K♥ und auf dem Flop liegen 3♠ 5♥ 7♥, so benötigt man eine weitere Herzkarte, um aus dem Flush Draw einen vollständigen Flush zu machen. Im gesamten Spiel befinden sich 13 Karten mit der Farbe Herz. Vier davon (zwei auf der Hand, zwei auf dem Board) liegen bereits. Die restlichen neun Herzkarten sind nun die Outs.
Als Odds bezeichnet man die Wahrscheinlichkeit, eine der fehlenden Out-Karten zu bekommen.
Da man seine Hole Cards und den Flop kennt, bleiben nach dem Flop von ehemals 52 noch 47 Karten übrig, in denen die Outs enthalten sind.
Die Wahrscheinlichkeit, seine Karten durch die Turn-Karte zu verbessern, sind:
{\displaystyle P\;({\text{Verbesserung durch den Turn}})={\frac {\text{Outs}}{47}}\approx 2{,}13\cdot {\frac {\text{Outs}}{100}}}
Ist der Turn auf dem Tisch, so sind noch 46 Karten unbekannt. Damit gilt für die Wahrscheinlichkeit, seine Karten durch die River-Karte zu verbessern, fast das gleiche:
{\displaystyle P\;({\text{Verbesserung durch den River }})={\frac {\text{Outs}}{46}}\approx 2{,}17\cdot {\frac {\text{Outs}}{100}}}
Aus der Anzahl der outs kann man mit der sogenannten Faustregel die Wahrscheinlichkeit in Prozent bestimmen, diese Outs zu bekommen:
{\displaystyle {\begin{alignedat}{2}{\text{Prozentsatz Verbesserung durch eine Karte}}&\approx 2\cdot {\text{Outs}}+1\\{\text{Prozentsatz Verbesserung durch zwei Karten (Turn und River)}}&\approx 4\cdot {\text{Outs}}\end{alignedat}}}
Da vor allem Wahrscheinlichkeiten mit ca. 8 Outs interessant sind, ist die erste Formel eine gute Näherung sowohl nach der Turn- als auch nach der River-Karte. Die Wahrscheinlichkeiten für eine Verbesserung durch die Turn- oder River-Karte werden später hergeleitet. Folgende Tabelle gibt aber schon einen Überblick der Faustregeln zu den im Poker besonders interessanten Händen:

#### Wichtige Wahrscheinlichkeiten für Verbesserung nach dem Flop/Turn
| Aktuelle Hand                                                   | Outs                                              | Wahrscheinlichkeit Turn + River Faustregel | Wahrscheinlichkeit Turn + River mathematisch exakt | Wahrscheinlichkeit River Faustregel      | Wahrscheinlichkeit River mathematisch exakt |
| --------------------------------------------------------------- | ------------------------------------------------- | ------------------------------------------ | -------------------------------------------------- | ---------------------------------------- | ------------------------------------------- |
| Flush Draw z. B.A♥ K♥ Flop:3♠ 5♥ 7♥                             | 9 2♥ 3♥4♥6♥8♥ 9♥ 10♥B♥D♥                          | {\displaystyle (4\cdot 9)\,\%=36\,\%}      | 34,97 %                                            | {\displaystyle (2\cdot 9+1)\%=19\,\%}    | 19,57 %                                     |
| Open Ended Straight Draw z. B.10♥ B♣ Flop:8♠ 9♦ 2♥              | 8 7♦7♥7♠7♣ D♦D♥D♠D♣                               | {\displaystyle (4\cdot 8)\,\%=32\,\%}      | 31,45 %                                            | {\displaystyle (2\cdot 8+1)\,\%=17\,\%}  | 17,39 %                                     |
| Doppelter Gutshot z. B.10♥ D♣ Flop:6♠ 8♦ 9♥                     | 8 7♦7♥7♠7♣ B♦B♥B♠B♣                               | {\displaystyle (4\cdot 8)\,\%=32\,\%}      | 31,45 %                                            | {\displaystyle (2\cdot 8+1)\,\%=17\,\%}  | 17,39 %                                     |
| Gutshot z. B.10♥ D♣ Flop:5♠ 8♦ 9♥                               | 4 B♦B♥B♠B♣                                        | {\displaystyle (4\cdot 4)\,\%=16\,\%}      | 16,47 %                                            | {\displaystyle (2\cdot 4+1)\,\%=9\,\%}   | 8,70 %                                      |
| Flush Draw + Open Ended Straight Draw z. B.10♥ B♥ Flop:8♠ 9♥ 4♥ | 15 = 9 + 8 − 2 2♥3♥5♥6♥7♥8♥ D♥ K♥A♥ 7♦7♠7♣ D♦D♠D♣ | {\displaystyle (4\cdot 15)\,\%=60\,\%}     | 54,12 %                                            | {\displaystyle (2\cdot 15+1)\,\%=31\,\%} | 32,61 %                                     |

Bei kombinierten Karten wie einem Flush Draw und einem Open Ended Straight Draw darf man die Karten, die beide Draws verbessern, nur einfach zählen. In unserem Beispiel verbessert die 7♥ und die D♥ sowohl den Flush als auch den Open Ended Straight Draw. Man hat also nicht 17 Outs, die man erhält, wenn man die neun vom Flush Draw plus acht vom Open Ended Straight Draw addiert. Bei vielen Outs erhält man mit der Faustregel für den Turn oder River (eine Karte) eine zu hohe (kleine) Prozentzahl.
Die Wahrscheinlichkeit für eine Verbesserung durch die Turn- oder River-Karte erhält man über das Gegenereignis. Man berechnet also die Wahrscheinlichkeit, dass sowohl am Turn als auch am River keine der Outs (wir bezeichnen sie hier mit O) zu sehen sind:
{\displaystyle {\begin{aligned}P({\text{Verbesserung nach dem Flop}})&=1-P({\text{keine Verbesserung nach dem Flop}})\\&=1-\left({\frac {47-O}{47}}\cdot {\frac {46-O}{46}}\right)\end{aligned}}}
47 Karten sind nach dem Flop noch unbekannt, {\displaystyle 47-O} Karten verbessern die Hand nicht. Nach dem
Turn sind nur noch 46 Karten unbekannt, davon verbessern {\displaystyle 46-O} Karten die Hand nicht. Die Wahrscheinlichkeit, seine Karten am Turn oder River zu verbessern, ist also:
{\displaystyle {\begin{aligned}P({\text{Verbesserung nach dem Flop}})&=1-{\frac {47\cdot 46-(46+47)\cdot O+O^{2}}{47\cdot 46}}\\&={\frac {(46+47)\cdot O-O^{2}}{47\cdot 46}}\\&=4\cdot O{\frac {1}{100}}-{\frac {O\cdot (O-6{,}52)}{47\cdot 46}}\\&\approx 4\cdot O{\frac {1}{100}}\end{aligned}}}
Nachdem man die Wahrscheinlichkeit bestimmt hat, gegen eine beim Gegner vermutete Hand wie etwa Top Pair Top Kicker zu gewinnen, muss man dies noch gegen den zu zahlenden Einsatz, relativ zum zu erzielenden Gewinn, setzen, um zu bestimmen, ob sich der Einsatz lohnt.
Beispiel für das Setzverhalten bei steigender Anzahl der Mitspieler:
Sei {\displaystyle P} der Pot für den Flop, {\displaystyle x} der zu callende Bet und {\displaystyle n} die Anzahl der Mitspieler (sich eingeschlossen), die {\displaystyle x} schon bezahlt haben.
Man hält As♥ und 9♥ und der Flop ist D♥, 2♥, 8♠. Die Wahrscheinlichkeit, dass man den Draw vervollständigt, liegt bei rund {\displaystyle {\frac {1}{3}}}.
Wir wollen wissen, bis zu welchen Betrag {\displaystyle x_{0}} gewinnt man langfristig mindestens {\displaystyle x_{0}}.
Die Funktion des Verhältnisses (Gewinn)/(Bet) in Abhängigkeit von der Investition {\displaystyle x} ist:
{\displaystyle {\begin{aligned}f_{n}(x)={\frac {P+nx}{3x}}={\frac {P}{3x}}+{\frac {n}{3}}\end{aligned}}}
Da {\displaystyle f_{n}} streng monoton fallend ist, sind also alle Bets {\displaystyle x\leq x_{0}} mit {\displaystyle f_{n}(x_{0})=1} geeignet, um langfristig einen positiven Gewinn zu erzielen. Für
{\displaystyle n=2}
ist {\displaystyle x_{0}=P}. Man sollte also nicht mehr als den Pot callen. Erstaunlicherweise liegt für {\displaystyle n=3} der maximal zu callende Bet {\displaystyle x_{0}=\infty }
schon bei Unendlich. Das heißt: hat jemand einen beliebigen Betrag {\displaystyle x} geboten und wurde dieser Betrag schon gecallt, so sollte man auf jeden Fall auch callen oder reraisen. Für
{\displaystyle n>3} verbessert sich die Situation nur noch. Achtung: Diese Betrachtung berücksichtigt natürlich nicht, dass bei Nichtvervollständigung des Draws im Turn erneut geboten wird und ob solche Calls beim Sit and Go ab einer bestimmten Blindhöhe überhaupt sinnvoll sind.
Allgemein gilt für berechnete Wahrscheinlichkeit {\displaystyle \sigma }:
{\displaystyle {\begin{aligned}f_{n}(x)=\sigma {\frac {P+nx}{x}}=\sigma {\frac {P}{x}}+\sigma n\end{aligned}}}
Will man den maximal zu callenden Betrag {\displaystyle x_{0}} errechnen, so setzt man {\displaystyle f_{n}=1} und stellt nach {\displaystyle x} um.
{\displaystyle {\begin{aligned}x_{0}={\frac {\sigma P}{1-\sigma n}}\end{aligned}}}
Sollte {\displaystyle x_{0}} kleiner Null oder unendlich sein kann man immer callen.

#### Odds-Schreibweise der Gewinnwahrscheinlichkeiten
Es handelt sich dabei lediglich um eine andere Schreibweise für die oben eingeführten Wahrscheinlichkeiten:
Odds = nicht bekannte Karten ohne Verbesserung : hilfreiche Karten.
Ein Open Ended Straight Draw (nach dem Turn) hat folgende Odds: {\displaystyle (46-8):8=38:8\approx 5:1}, da von den 46 unbekannten Karten acht hilfreich sind. Der Vorteil dieser Schreibweise liegt darin, dass man leichter bestimmen kann, ob ein Mitgehen sinnvoll ist. Ist der Pot im Verhältnis zum Einsatz, der zu bringen ist, größer als die so dargestellten Odds, so ist die Hand spielbar. Im ersten Beispiel sind 5 € im Pot und man müsste 1 € bringen, um gewinnbringend mitzuspielen. Man hat also Pott Odds von 5:1, was den Odds von 5:1 entspricht. Die Entscheidungsfindung ist so (wenn man sich die Odds in dieser Weise gemerkt hat) in der Praxis leichter anwendbar. Hier eine Übersicht über ein paar interessante Hände:
| Aktuelle Hand                                     | Outs | Odds Turn + River | Odds eine Karte |
| ------------------------------------------------- | ---- | ----------------- | --------------- |
| Flush Draw und Open Ended Straight Draw           | 15   | 0,9 : 1           | 2,1 : 1         |
| Flush Draw und Gutshot                            | 12   | 1,2 : 1           | 2,8 : 1         |
| Flush Draw                                        | 9    | 1,9 : 1           | 4,1 : 1         |
| Open Ended Straight Draw bzw. Doppelter Gutshot   | 8    | 2,2 : 1           | 4,8 : 1         |
| Gutshot                                           | 4    | 5,1 : 1           | 10,5 : 1        |
| Ein Paar in den Startkarten zum Drilling ausbauen | 2    | 11 : 1            | 22,5 : 1        |

### Pot Odds
Als Pot Odds bezeichnet man das Verhältnis zwischen dem nötigen Betrag zum Bezahlen einer Wette und dem aktuellen Wert des Pots. Im Gegensatz zu den Odds sind die Pot Odds keine Wahrscheinlichkeiten, sondern nur das Verhältnis zwischen dem zu bringenden Einsatz und des möglichen Gewinns. Je geringer der Wert der Pot Odds ist, also je weniger Geld man setzen muss, um einen gewissen Betrag zu gewinnen, desto besser.
Wettet ein Gegner nach dem Flop 1 € in einen 5 € großen Pot, so beträgt der aktuelle Wert des Pots 6 €. Man selbst müsste jetzt ebenfalls 1 € zahlen, um im Spiel zu bleiben. Die Pot Odds sind hier also 6 : 1. Unser Einsatz wäre also ein Sechstel des resultierenden Pots, oder als Prozentzahl ausgedrückt 16 %.

### Odds und Pot Odds beim Call
Vergleicht man die Odds mit den Pot Odds, so kann man es sich leichter machen, zu setzen (Call) oder auszusteigen (Fold). Ist die Wahrscheinlichkeit, sein Blatt zu verbessern, größer als der relative Anteil am Gesamtpott, so sollte man setzen.
Auf lange Zeit gesehen wird man damit auf der Gewinnerseite stehen.
Kleine Faustregel:
- Sind die Odds größer als die Pot Odds oder gleich, so sollte man setzen.
- Sind die Odds kleiner als die Pot Odds, so ist es besser, auszusteigen.

Beispiel:
Man hat einen Open Ended Straight Draw nach dem Turn mit Odds von 17 % nach der Faustregel (bzw. 17,39 % real). Der Pot ist 4 € groß. Jemand bietet 1 €, also ein Viertel des Pots. Ist es sinnvoll, diesen Einsatz zu callen, unter der Annahme, dass der Gegner ein oder mehrere Paar(e) bzw. einen Drilling hat und wir der letzte Spieler sind, der setzen/callen kann?
Mit einem Einsatz von ebenfalls 1 € bekommt man die Chance, 6 € zu gewinnen. Der Einsatz beträgt also 1/(4+1+1) = 1/6 = 16,67 % des resultierenden Pots. Die Odds sind also größer als die Pot Odds und es ist sinnvoll, diesen Einsatz mitzugehen.
Bei 100 Spielen dieser Situation würde man 100 mal 1 €, also 100 €, einsetzen, und in 17,39 % der Fälle einen Pot von 6 €, also 104,34 €, gewinnen. Der zu erwartende Gewinn ist mit 4,34 € positiv.
Mit der Odds-Schreibweise lässt sich einfacher bestimmen, ob ein Call profitabel ist. Die Odds bezeichnen mit 4,8 : 1 eine etwas größere Wahrscheinlichkeit 1/(4,8 +1) = 17,2 % als die Pot Odds von 5 : 1 (1/(5+1) = 16,67 %).
Wäre der Pot nur 3 € groß (und jemand bietet ebenfalls 1 €), wäre ein Call nicht profitabel, weil der Einsatz am Gesamtpot auf 1/(3+1+1) = 1/5 = 20 % steigt. Die Pot Odds sind höher als die Odds von 17 %.
Bei 100 Spielen dieser Situation würde man wieder 100 mal 1 €, also 100 €, einsetzen, und in 17,39 % der Fälle diesmal aber nur einen Pot von 5 €, also insgesamt nur 86,95 € gewinnen. Wir verlieren also bei hundert Spielen (und 100 € Gesamteinsatz) insgesamt 13,05 €. Die Pot Odds sind nun 4 : 1 und bezeichnen damit ein größeres Verhältnis als die Odds von 4,8 : 1.
Falls weitere Setzrunden ausschließbar sind, so kommen oft die Odds nach Turn und River zur Anwendung.
Nach dem Flop hält man ein Flush Draw mit Odds von 36 % nach der Faustregel (bzw. 34,97 % real).
Der Pot beträgt 1 €. Ein Gegner setzt einen Einsatz in Höhe des Pots. Ist es sinnvoll, diesen Einsatz zu callen, wenn man dabei All In gehen muss? Bei einem Gewinn würde sich der Stack verdreifachen. Mit 36 % Gewinnwahrscheinlichkeit eine spielbare Situation. Wieder macht uns die Odds Schreibweise die Entscheidung einfacher. Die Odds mit 1,9 : 1 bezeichnen (mit 34,5 %) eine größere Wahrscheinlichkeit als die Pot Odds mit 2 : 1 (33,3 %).

### Odds und Pot Odds beim Setzen
In den obigen Berechnungen geht man vereinfachend davon aus, dass man hinter einem Gegner sitzt und dieser eine gewinnbringende Hand hat. Im Allgemeinen kann man auf folgende Weisen gewinnen:
1. Der oder die Gegner folden,
2. Man hält eine bessere Hand als die Gegner (und wird im Verlauf nicht geschlagen)
3. Man komplettiert seine Hand (und wird im Verlauf nicht geschlagen).

Die Odds berücksichtigen nur die Wahrscheinlichkeiten im letzten Fall, wenn wir unser Blatt komplettieren. Es gibt also zusätzliche Möglichkeiten zu gewinnen, und es macht mathematisch gesehen Sinn, auch höhere Einsätze zu tätigen.
Die Höhe des zu setzenden (bringenden) Betrags muss die
1. Anzahl der Gegner
2. Wahrscheinlichkeit, dass der oder die Gegner folden
3. Wahrscheinlichkeit dafür, dass wir nun schon eine bessere Hand als die Gegner haben

berücksichtigen.
Wenn es nur einen Gegner gibt, ist es oft gewinnbringend (gerade nach dem Flop) einen Einsatz (bet oder call) zu wählen, der doppelt oder sogar zweieinhalbfach so groß ist wie die eigentlichen Odds. Dies bedeutet einen Einsatz in der Höhe von 3/4 oder der Hälfte des Pots bei einem Draw. Durch den erhöhten Einsatz hofft man, die Wahrscheinlichkeit für ein Folden des Gegners zu erhöhen. Durch die erhöhte Wahrscheinlichkeit für das Folden des Gegners erhöht sich die Wahrscheinlichkeit für einen sofortigen Gewinn. Auch im Falle, dass man bereits die bessere Hand hält, erhöht man den zu erwartenden Gewinn.

### Implizierte Odds
In diese Rechnung wird nicht der aktuelle Pot miteinbezogen, sondern geschätzt, wie hoch der endgültige Pot sein wird. Die Differenz entsteht durch die zu erwartenden Einsätze der anderen Spieler in den folgenden Wettrunden.
Implied Odds enthalten daher immer ein spekulatives Element, nämlich in der Frage: Um wie viel größer wird der Pot sein, wenn ich meinen Draw am Ende komplettiere?
S     – Die maximal zu zahlende Summe

C     – Wahrscheinlichkeit die Hand zu verbessern, in Prozent

P     – Geschätzte, endgültige Potgröße

{\displaystyle S=C\cdot P}
Spielzüge in No-Limit-Spielen sind beispielsweise häufig mit gegebenen Implied Odds zu begründen, da man im besten Fall davon ausgehen kann, im weiteren Spielverlauf den gesamten Stack des Gegners zu gewinnen.
Aus diesem Grund setzt oder callt man bei einem Draw in der Regel höher als die Odds es vorschlagen würden (z. B. 3/4 Potsize).

### Reverse Implied Odds
Mit Reverse Implied Odds bezeichnet man die Wahrscheinlichkeit, nicht die Gewinnerhand zu halten, obwohl man eine der Karten erhält, die man zu seinen Outs zählt. In diesen Situationen werden die Outs abgewertet bzw. reduziert. Beim Beispiel zum Open Ended Straight Draw in der Tabelle. Hand: 10♥ B♣ Flop: 8♠ 9♥ 2♥ Hier kann man die Outs 7♥ D♥ wegen eines drohenden Flushs nicht voll anrechnen.
Diese Gefahr gilt es bei der Überlegung, ob ein Call profitabel ist, zu berücksichtigen. Dazu werden die Outs je nach gehaltener Hand, dem Flop und der Anzahl der Gegner reduziert. Sind bei einem Flush Draw höhere Flushs möglich, so reduziert man seine Outs entsprechend. Outs, die (beim Gegner) zu einer höheren Straße führen, kann man ebenfalls nicht voll werten. Auch die sogenannte Textur des Blattes muss beachtet werden. Hat man einen Straight Draw, so sollte man bei einem Flop mit mindestens zwei Karten einer Farbe seine Outs ebenfalls reduzieren. Steigen viele Gegner in die Hand ein, so steigt die Wahrscheinlichkeit, dass mindestens ein Gegner eine bessere Hand hat.

### Schutz einer Hand
Dabei handelt es sich um einen Einsatz bei einer Hand, die stark ist, aber im weiteren Spielverlauf geschlagen werden kann, etwa bei einem drohenden Flush oder einer Straight. Man sollte dabei so viel setzen, dass die Gegner einen Einsatz bringen müssen, zu dem sie nicht die notwendigen Odds haben. Falls man (am Turn) das höchste Paar mit der höchsten Karte (Top Pair Top Kicker) hält, aber zwei Karten einer Farbe auf dem Tisch liegen und man einen Einsatz in der Höhe von einem Viertel des Pots bringt, so bekommt jemand, der den passenden Flush Draw hat, eine spielbare Situation. Er bekommt Pot Odds von 5 : 1, ein Flush Draw hat aber Odds von 4,1 : 1. Er muss nur ein Fünftel des Pots einsetzen, gewinnt aber in (etwas weniger als) einem von vier Fällen den Pot. Gegen einen Gegner bei drohendem Flush sollte man mehr als den 3,1 sten Teil des Pots (also die Wahrscheinlichkeit in Odds Schreibweise um eins vermindert) setzen, dann ist der Call für den Gegner nicht mehr profitabel spielbar. Wenn der Gegner jedes Mal callt, verliert er langfristig gesehen Geld. Beim Schutz einer Hand gilt es also, die möglichen Pot Odds der Gegner zu bewerten.